# Alexandros Numeniu
Alexandros Numeniu (altgriechisch Ἀλέξανδρος Νουμηνίου „Alexandros, Sohn des Numenios“, lateinisch Alexander Numenius) war ein griechischer Rhetor, der in der ersten Hälfte des 2. Jahrhunderts n. Chr. tätig war.
Er war der Sohn des bekannten Rhetors Numenios, der unter Kaiser Hadrian lebte. Wie sein Vater verfasste Alexandros rhetorische Lehrbücher und Spezialschriften. Unter seinem Namen ist eine Schrift über Sinn- und Wortfiguren (περὶ τῶν τῆς διανοίας καὶ τῆς λέξεως σχημάτων) erhalten, die allerdings eine gekürzte Fassung (Epitome) des Originals darstellt. Vom rhetorischen Lehrbuch des Alexandros (τέχνη περὶ ἀφορμῶν ῥητορικῶν) sind nur wenige Auszüge überliefert.
Alexandros’ rhetorische Theorie hatte weitreichenden Einfluss auf die weitere Entwicklung der Rhetorik, die sich besonders in den Zeugnissen des Anonymus Seguerianus zeigt.